# Thestor rooibergensis
Thestor rooibergensis är en fjärilsart som beskrevs av Heath. Thestor rooibergensis ingår i släktet Thestor och familjen juvelvingar. Inga underarter finns listade i Catalogue of Life.